# کیم میوری
کیم میوری (به انگلیسی: Kim Miyori) (زاده ۴ ژانویهٔ ۱۹۵۱) بازیگر آمریکایی است.
از فیلم‌های معروف او می‌توان به بازی در پسر عاشق، تصویر بزرگ و سفر به مرکز زمین اشاره کرد.